# Giovanni Bertini (calciatore)
Giovanni Bertini (Roma, 6 gennaio 1951 – Roma, 3 dicembre 2019) è stato un calciatore italiano, di ruolo difensore.

## Caratteristiche tecniche
Era un difensore forte fisicamente e dotato di grande personalità.

## Carriera
Cresciuto nell'Ostiense, arrivò nella Roma di Alvaro Marchini ed esordì in Serie A non ancora diciannovenne, il 14 dicembre 1969, in Fiorentina-Roma 2-2.
 6 furono le sue presenze nella stagione 1969-1970 in giallorosso. Nel campionato successivo le presenze si dimezzarono e nel novembre del 1971 venne ceduto in prestito all'Arezzo, dove disputò 7 gare in Serie B.
Rientrato a Roma, colleziona altre venti presenze nelle due stagioni successive prima di essere ceduto al Taranto nel giugno del 1974. In Puglia rimane solo quattro mesi.
Ad ottobre Carlo Mazzone lo chiama ad Ascoli e nella città picena Bertini si fa apprezzare collezionando 15 presenze. Il trainer trasteverino, per accrescerne le potenzialità in marcatura, gli assegna in allenamento la piccola ala Claudio Macciò, alto solo 165 centimetri. Lui, alto 1,83 per 79 chilogrammi, riesce a migliorarsi sino a convincere Mazzone a portarlo con sé a Firenze nella stagione successiva. Saranno dieci le sue presenze con la maglia gigliata (le ultime in serie A) prima del trasferimento al Catania nel 1976-1977. Quattro stagioni in rossoazzurro, 84 presenze, 65 in C, e 7 gol, tutti realizzati nella terza divisione Nazionale e poi gli ultimi lampi a Benevento, 41 presenze tra l'80 e l'82.
In carriera ha totalizzato complessivamente 54 presenze in Serie A e 29 in Serie B.
Il suo fisico da gladiatore portò Liedholm, nel periodo romanista, ad impiegarlo da centravanti in allenamento per impegnare il compagno di squadra, lo stopper Batistoni. Conta due presenze nella Nazionale Giovanile, nella quale ha esordito in un match disputato in Polonia il 6 dicembre 1970.
Spesso era opinionista alla trasmissione "Il Processo dei Tifosi" condotta da Max Leggeri, ogni Venerdì sera su Teleroma 56.
Affetto da SLA diagnosticata nel giugno del 2016, muore il 3 dicembre 2019 all'età di 68 anni.

## Palmarès

### Club

#### Competizioni nazionali
- Serie C1: 1

Catania: 1979-1980